# Zawichost
Pour la gmina, voir Zawichost (gmina).
Zawichost est une ville de la voïvodie de Sainte-Croix et du powiat de Sandomierz. Elle est le siège de la gmina de Zawichost. Elle s'étend sur 20,15 km2 et comptait 1 821 habitants en 2007.
En 1205, elle est le théâtre de la bataille de Zawichost.

## Personnalités natives de la ville
- Regina Lilientalowa (1875-1924) ethnologue polonaise d'origine juive